# Vladimir Gorin
Vladimir Viktorovitsj Gorin (Russisch: Владимир Викторович Горин) (Tsjerepovets, 13 maart 1961), is een voormalig professionele basketbalspeler die speelde voor de nationale teams van het Gezamenlijk team en voor Rusland. Hij is Meester in de sport van Rusland, Internationale Klasse.

## Carrière
Gorin begon zijn profcarrière bij Spartak Leningrad in 1979. In 1986 stapte Gorin over naar CSKA Moskou. Met die club werd Gorin Landskampioen van de Sovjet-Unie in 1988, 1990. In 1991 verliet Gorin CSKA en keerde terug naar Spartak Sint-Petersburg. Met Spartak werd Gorin Landskampioen van het GOS in 1992. In 1993 keerde Gorin weer terug naar CSKA Moskou om na één jaar weer naar Spartak terug te keren. In 1995 stopte Gorin met basketballen.

## Erelijst
- Landskampioen Sovjet-Unie: 2
  - Winnaar: 1988, 1990
  - Tweede: 1987
  - Derde: 1985, 1986, 1989
- Landskampioen GOS: 1
  - Winnaar: 1992
- Landskampioen Rusland: 1
  - Winnaar: 1994
  - Tweede: 1993
- Europees kampioenschap:
  - Zilver: 1993